# Haltérophilie aux Jeux olympiques d'été de 2000
Navigation
Atlanta 1996 Athènes 2004
Aux Jeux olympiques de 2000, 15 épreuves d'haltérophilie (8 masculines et 7 féminines) sont disputées.

## Règlement
Les concurrents ont trois tentatives à l'arraché et trois tentatives à l'épaulé-jeté. Pour établir le classement final, on additionne le meilleur résultat obtenu dans chaque épreuve, en cas d'égalité, le concurrent le plus léger est classé devant.

## Tableau des médailles pour l'haltérophilie
| Rang  | Nation         | Or | Argent | Bronze | Total |
| ----- | -------------- | -- | ------ | ------ | ----- |
| 1     | Chine          | 5  | 1      | 1      | 7     |
| 2     | Grèce          | 2  | 2      | 1      | 5     |
| 3     | Iran           | 2  | 0      | 0      | 2     |
| 4     | Bulgarie       | 1  | 2      | 0      | 3     |
| 5     | États-Unis     | 1  | 0      | 1      | 2     |
| 6     | Turquie        | 1  | 0      | 0      | 1     |
| 6     | Mexique        | 1  | 0      | 0      | 1     |
| 6     | Croatie        | 1  | 0      | 0      | 1     |
| 6     | Colombie       | 1  | 0      | 0      | 1     |
| 10    | Pologne        | 0  | 2      | 0      | 2     |
| 10    | Allemagne      | 0  | 2      | 0      | 2     |
| 12    | Russie         | 0  | 1      | 2      | 3     |
| 12    | Indonésie      | 0  | 1      | 2      | 3     |
| 14    | Taipei chinois | 0  | 1      | 1      | 2     |
| 15    | Corée du Nord  | 0  | 1      | 0      | 1     |
| 15    | Nigeria        | 0  | 1      | 0      | 1     |
| 15    | Hongrie        | 0  | 1      | 0      | 1     |
| 18    | Biélorussie    | 0  | 0      | 2      | 2     |
| 19    | Thaïlande      | 0  | 0      | 1      | 1     |
| 19    | Qatar          | 0  | 0      | 1      | 1     |
| 19    | Inde           | 0  | 0      | 1      | 1     |
| 19    | Géorgie        | 0  | 0      | 1      | 1     |
| 19    | Arménie        | 0  | 0      | 1      | 1     |
| Total | Total          | 15 | 15     | 15     | 45    |

## Hommes

### Moins de 56 kg
| Médaille           | Nom              | Pays    | Poids total                                                   |
| ------------------ | ---------------- | ------- | ------------------------------------------------------------- |
| Médaille d'or      | Halil Mutlu      | Turquie | 305,0 kg (RM) arraché 137,5 kg (RM) épaulé-jeté 167,5 kg (RM) |
| Médaille d'argent  | Wu Wenxiong      | Chine   | 287,5 kg arraché 125,0 kg épaulé-jeté 162,5 kg                |
| Médaille de bronze | Zhang Xiangxiang | Chine   | 287,5 kg arraché 125,0 kg épaulé-jeté 162,5 kg                |

### Moins de 62 kg
| Médaille           | Nom                | Pays        | Poids total                                              |
| ------------------ | ------------------ | ----------- | -------------------------------------------------------- |
| Médaille d'or      | Nikolai Pechalov   | Croatie     | 325,0 kg (RO) arraché 150,0 kg (RO) épaulé-jeté 175,0 kg |
| Médaille d'argent  | Leonídas Sabánis   | Grèce       | 317,5 kg arraché 147,5 kg épaulé-jeté 170,0 kg           |
| Médaille de bronze | Henadzi Aliashchuk | Biélorussie | 317,5 kg arraché 140,0 kg épaulé-jeté 177,5 kg           |

### Moins de 69 kg
| Médaille           | Nom              | Pays        | Poids total                                              |
| ------------------ | ---------------- | ----------- | -------------------------------------------------------- |
| Médaille d'or      | Galabin Boevski  | Bulgarie    | 357,5 kg (RM) arraché 161,0 kg épaulé-jeté 196,5 kg (RM) |
| Médaille d'argent  | Georgi Markov    | Bulgarie    | 352,5 kg arraché 165,0 kg (RM) épaulé-jeté 187,5 kg      |
| Médaille de bronze | Siarhei Laurenau | Biélorussie | 340,0 kg arraché 157,5 kg épaulé-jeté 182,5 kg           |

### Moins de 77 kg
| Médaille           | Nom            | Pays    | Poids total                                    |
| ------------------ | -------------- | ------- | ---------------------------------------------- |
| Médaille d'or      | Zhan Xugang    | Chine   | 367,5 kg arraché 160,0 kg épaulé-jeté 207,5 kg |
| Médaille d'argent  | Víktor Mítrou  | Grèce   | 367,5 kg arraché 165,0 kg épaulé-jeté 202,5 kg |
| Médaille de bronze | Arsen Melikian | Arménie | 365,0 kg arraché 167,5 kg épaulé-jeté 197,5 kg |

### Moins de 85 kg
| Médaille           | Nom             | Pays      | Poids total |
| ------------------ | --------------- | --------- | ----------- |
| Médaille d'or      | Pýrros Dímas    | Grèce     | 390,0 kg    |
| Médaille d'argent  | Marc Huster     | Allemagne | 390,0 kg    |
| Médaille de bronze | Giorgi Asanidze | Géorgie   | 390,0 kg    |

### Moins de 94 kg
| Médaille           | Nom                | Pays    | Poids total                                    |
| ------------------ | ------------------ | ------- | ---------------------------------------------- |
| Médaille d'or      | Akakios Kakiasvili | Grèce   | 405,0 kg arraché 185,0 kg épaulé-jeté 220,0 kg |
| Médaille d'argent  | Szymon Kolecki     | Pologne | 405,0 kg arraché 182,5 kg épaulé-jeté 222,5 kg |
| Médaille de bronze | Alekseï Petrov     | Russie  | 402,5 kg arraché 180,0 kg épaulé-jeté 222,5 kg |

### Moins de 105 kg
| Médaille           | Nom              | Pays     | Poids total                                    |
| ------------------ | ---------------- | -------- | ---------------------------------------------- |
| Médaille d'or      | Hossein Tavakoli | Iran     | 425,0 kg arraché 190,0 kg épaulé-jeté 235,0 kg |
| Médaille d'argent  | Alan Tsagaev     | Bulgarie | 422,5 kg arraché 187,5 kg épaulé-jeté 235,0 kg |
| Médaille de bronze | Said Asaad       | Qatar    | 420,0 kg arraché 190,0 kg épaulé-jeté 230,0 kg |

### Plus de 105 kg
| Médaille           | Nom                | Pays      | Poids total                                              |
| ------------------ | ------------------ | --------- | -------------------------------------------------------- |
| Médaille d'or      | Hossein Reza Zadeh | Iran      | 472,5 kg (RM) arraché 212,5 kg (RM) épaulé-jeté 260,0 kg |
| Médaille d'argent  | Ronny Weller       | Allemagne | 467,5 kg arraché 210,0 kg épaulé-jeté 257,5 kg           |
| Médaille de bronze | Andrei Chemerkin   | Russie    | 462,5 kg arraché 202,0 kg épaulé-jeté 260,0 kg           |

## Femmes

### Moins de 48 kg
| Médaille           | Nom                 | Pays       | Poids total                                 |
| ------------------ | ------------------- | ---------- | ------------------------------------------- |
| Médaille d'or      | Tara Nott           | États-Unis | 185 kg arraché 82,5 kg épaulé-jeté 102,5 kg |
| Médaille d'argent  | Raema Lisa Rumbewas | Indonésie  | 185 kg arraché 80,0 kg épaulé-jeté 105,0 kg |
| Médaille de bronze | Sri Indriyani       | Indonésie  | k.A.                                        |

### Moins de 53 kg
| Médaille           | Nom                  | Pays           | Poids total                                                   |
| ------------------ | -------------------- | -------------- | ------------------------------------------------------------- |
| Médaille d'or      | Yang Xia             | Chine          | 225,0 kg (RM) arraché 100,0 kg (RM) épaulé-jeté 125,0 kg (RM) |
| Médaille d'argent  | Li Fengying          | Taipei chinois | 212,5 kg arraché 7,5 kg épaulé-jeté 115,0 kg                  |
| Médaille de bronze | Winarni Binti Slamet | Indonésie      | 202,5 kg arraché 90,0 kg épaulé-jeté 112,5 kg                 |

### Moins de 58 kg
| Médaille           | Nom               | Pays          | Poids total                                   |
| ------------------ | ----------------- | ------------- | --------------------------------------------- |
| Médaille d'or      | Soraya Jiménez    | Mexique       | 222,5 kg arraché 95,0 kg épaulé-jeté 127,5 kg |
| Médaille d'argent  | Ri Song-hui       | Corée du Nord | 220,0 kg arraché 95,0 kg épaulé-jeté 127,5 kg |
| Médaille de bronze | Khassaraporn Suta | Thaïlande     | 210,0 kg arraché 92,5 kg épaulé-jeté 117,5 kg |

### Moins de 63 kg
| Médaille           | Nom                  | Pays   | Poids total                                              |
| ------------------ | -------------------- | ------ | -------------------------------------------------------- |
| Médaille d'or      | Chen Xiaomin         | Chine  | 242,5 kg (RM) arraché 112,5 kg (RM) épaulé-jeté 130,0 kg |
| Médaille d'argent  | Valentina Popova     | Russie | 235,0 kg arraché 107,5 kg épaulé-jeté 127,5 kg           |
| Médaille de bronze | Ioánna Chatziioánnou | Grèce  | 222,5 kg arraché 97,5 kg épaulé-jeté 125,0 kg            |

### Moins de 69 kg
| Médaille           | Nom               | Pays    | Poids total                                       |
| ------------------ | ----------------- | ------- | ------------------------------------------------- |
| Médaille d'or      | Lin Weining       | Chine   | 242,5 kg arraché 110 kg épaulé-jeté 132,5 kg      |
| Médaille d'argent  | Erzsébet Márkus   | Hongrie | 242,5 kg arraché 112,5 kg (RM) épaulé-jeté 130 kg |
| Médaille de bronze | Karnam Malleswari | Inde    | 240 kg arraché 110 kg épaulé-jeté 130 kg          |

### Moins de 75 kg
| Médaille           | Nom                  | Pays           | Poids total                                    |
| ------------------ | -------------------- | -------------- | ---------------------------------------------- |
| Médaille d'or      | María Isabel Urrutia | Colombie       | 245,0 kg arraché 110,0 épaulé-jeté 135,0       |
| Médaille d'argent  | Ruth Ogbeifo         | Nigeria        | 245,0 kg arraché 105,0 kg épaulé-jeté 140,0 kg |
| Médaille de bronze | Kuo Yi-hang          | Taipei chinois | 245,0 kg arraché 107,5 kg épaulé-jeté 137,5 kg |

### Plus de 75 kg
| Médaille           | Nom            | Pays       | Poids total                                             |
| ------------------ | -------------- | ---------- | ------------------------------------------------------- |
| Médaille d'or      | Ding Meiyuan   | Chine      | 300 kg (RM) arraché 135 kg (RM) épaulé-jeté 165 kg (RM) |
| Médaille d'argent  | Agata Wróbel   | Pologne    | 295 kg arraché 32,5 kg épaulé-jeté 162,5 kg             |
| Médaille de bronze | Cheryl Haworth | États-Unis | 270 kg arraché 125 kg épaulé-jeté 145 kg                |

Légende :
- RO : record olympique
- RM : record du monde